# 新星期五清真寺

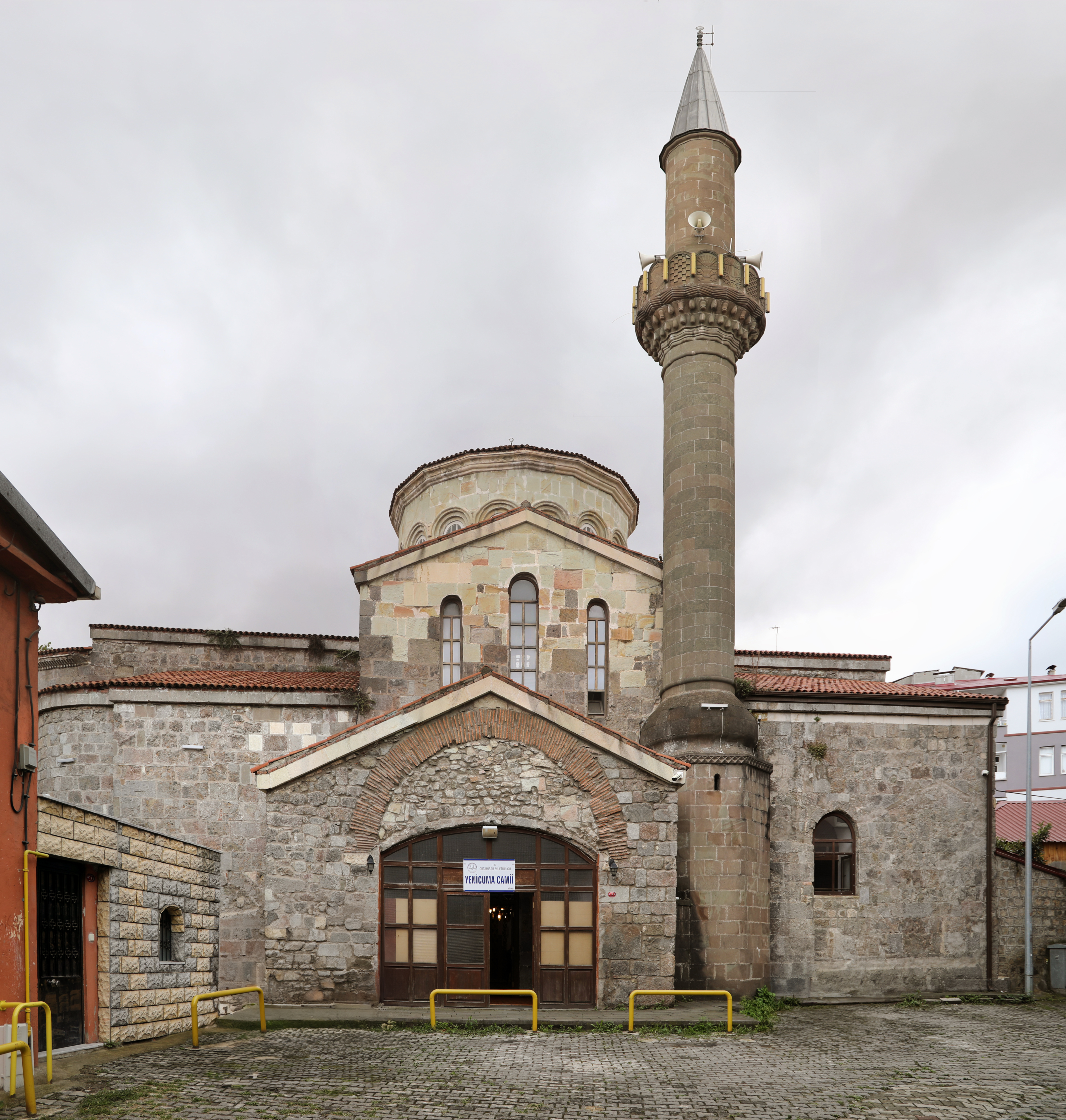
新星期五清真寺

新星期五清真寺（Yeni Cuma Mosque）是土耳其特拉布宗的一座清真寺。它建于拜占庭帝国时期，名为圣艾夫根尼奥斯教堂，供奉该城的主保圣人圣艾夫根尼奥斯。
1222年特拉布宗围城期间，苏丹被坚持抵抗的特拉布宗人激怒，下令拆除教堂的上部，形成今天的面貌。